# Æthelwald Moll
Æthelwald Moll (†na 765) was koning van Northumbria van 759 tot 765. Hoewel hij geen lid was van de koninklijke familie, kon hij in 759 de vorige koning Oswulf opvolgen. Oswulf werd in 759 vermoord door een lid van zijn hofhouding en een vergadering van magnaten, mogelijk een witenagemot, stelde daarop Æthelwald aan als koning. In 761 versloeg hij bij Eildon een rebellie van een zekere Oswine, over wie verder niets meer bekend is. In 762 huwde hij met Æthelthryth en kreeg minstens één zoon, Æthelred, die in 774 zelf koning zou worden. Nauwelijks drie jaar later, in 765, werd hij afgezet door de witenagemot bij Pincanheale, een belangrijke religieuze plaats voor de inwoners van Northumbria. Na zijn afzetting werd hij opgevolgd door Alhred, die wel behoorde tot de oude koninklijke lijn van Ida. Æthelwald zelf trad waarschijnlijk, al dan niet gedwongen, in in een klooster.